# Форк
В софтуерното инженерство, форк (от английски: fork – „вилица“) на даден проект се получава тогава, когато разработчиците копират изходния код на даден софтуерен пакет и започнат отделна и независима разработка по това копие, създавайки нов и различен софтуер. Терминът обикновено засяга не просто разклонение в разработката, а разделяне и в общността на разработчиците (подобно на схизма). Причините за форкването може да включват разминаване в потребителските предпочитания и застой или прекратяване на разработката на първоначалния софтуер.
Свободният софтуер по дефиниция позволява създаването на форкове без предварително позволение и без нарушаване на авторското право. Въпреки това са възможни и лицензирани форкове на платен софтуер. Примери за форкове са LibreOffice и Apache OpenOffice, които са създадени от проекта OpenOffice.